# Harold Whaley Brown
Harold Whaley Brown (* 22. Juni 1898 in New York; † 20. Mai 1978) war ein US-amerikanischer Augenarzt. Er war Spezialist für Schielerkrankungen (Strabismus) und beschrieb 1950 das nach ihm benannte Brown-Syndrom.